# 1952-es Formula–1 brit nagydíj
Az 1952-es Formula–1-es világbajnokság ötödik futama a brit nagydíj volt.

## Futam
Az angliai Silverstone-ban is Ferrarik indultak az első három rajtkockából, de ezúttal Farina-Ascari-Taruffi sorrendben. A versenyt viszont Ascari uralta, megfutotta a leggyorsabb kört, és lekörözte a második helyen befutó csapattársát, Taruffit. Farina a hatodik helyen futott be, így nem szerzett pontot.
| Helyezés | Rajtszám | Versenyző            | Csapat/Motor          | Körök | Idő/kiesés oka | Rajthely | Pont |
| -------- | -------- | -------------------- | --------------------- | ----- | -------------- | -------- | ---- |
| 1        | 15       | Alberto Ascari       | Ferrari               | 85    | 2:46'11        | 2        | 9    |
| 2        | 17       | Piero Taruffi        | Ferrari               | 84    | +1 kör         | 3        | 6    |
| 3        | 9        | Mike Hawthorn        | Cooper-Bristol        | 83    | +2 kör         | 7        | 4    |
| 4        | 6        | Dennis Poore         | Connaught-Lea-Francis | 83    | +2 kör         | 8        | 3    |
| 5        | 5        | Eric Thompson        | Connaught-Lea-Francis | 82    | +3 kör         | 9        | 2    |
| 6        | 16       | Nino Farina          | Ferrari               | 82    | +3 kör         | 1        |      |
| 7        | 8        | Reg Parnell          | Cooper-Bristol        | 82    | +3 kör         | 6        |      |
| 8        | 14       | Roy Salvadori        | Ferrari               | 82    | +3 kör         | 19       |      |
| 9        | 4        | Ken Downing          | Connaught-Lea-Francis | 82    | +3 kör         | 5        |      |
| 10       | 21       | Peter Whitehead      | Ferrari               | 81    | +4 kör         | 20       |      |
| 11       | 26       | Prince Bira          | Gordini               | 81    | +4 kör         | 10       |      |
| 12       | 1        | Graham Whitehead     | Alta                  | 80    | +5 kör         | 12       |      |
| 13       | 19       | Rudi Fischer         | Ferrari               | 80    | +5 kör         | 15       |      |
| 14       | 27       | Johnny Claes         | Simca-Gordini-Gordini | 79    | +6 kör         | 23       |      |
| 15       | 31       | Lance Macklin        | HWM-Alta              | 79    | +6 kör         | 29       |      |
| 16       | 3        | Kenneth McAlpine     | Connaught-Lea-Francis | 79    | +6 kör         | 17       |      |
| 17       | 33       | Harry Schell         | Maserati              | 78    | +7 kör         | 32       |      |
| 18       | 34       | Gino Bianco          | Maserati              | 77    | +8 kör         | 28       |      |
| 19       | 32       | Toulo de Graffenried | Maserati              | 76    | +9 kör         | 31       |      |
| 20       | 10       | Eric Brandon         | Cooper-Bristol        | 76    | +9 kör         | 18       |      |
| 21       | 23       | Tony Crook           | Frazer-Nash-Bristol   | 75    | +10 kör        | 25       |      |
| 22       | 11       | Alan Brown           | Cooper-Bristol        | 69    | +16 kör        | 13       |      |
| Ki       | 29       | Peter Collins        | HWM-Alta              | 73    | Gyújtás        | 14       |      |
| Ki       | 30       | Duncan Hamilton      | HWM-Alta              | 44    | Motor          | 11       |      |
| Ki       | 12       | Stirling Moss        | ERA-Bristol           | 36    | Motor          | 16       |      |
| Ki       | 25       | Maurice Trintignant  | Gordini               | 21    | Váltó          | 21       |      |
| Ki       | 28       | Tony Gaze            | HWM-Alta              | 19    | Motor          | 26       |      |
| Ki       | 7        | David Murray         | Cooper-Bristol        | 14    | Motor          | 22       |      |
| Ki       | 24       | Robert Manzon        | Gordini               | 9     | Kuplung        | 4        |      |
| Ki       | 20       | Peter Hirt           | Ferrari               | 3     | Fékek          | 24       |      |
| Ki       | 35       | Eitel Cantoni        | Maserati              | 0     | Fékek          | 27       |      |
| NI       | 2        | Bill Aston           | Aston Butterworth     | 0     | Nem indult     |          |      |

## Statisztikák
Vezető  helyen: Alberto Ascari 85 kör (1-85).
- Alberto Ascari 5. győzelme, 3. mesterhármasa.
- Ferrari 7. győzelme.